# La Petite Sirène (Copenhague)
Pour les articles homonymes, voir La Petite Sirène (homonymie).
La Petite Sirène (en danois : Den lille Havfrue) est une statue en bronze placée sur un rocher dans le port de Copenhague, près de la berge du quai Langelinie au nord du parc Churchill (da) et du Kastellet. Elle représente le personnage du conte éponyme de Hans Christian Andersen.

## Présentation
C'est le symbole et la principale attraction touristique de Copenhague. Elle est commandée en 1909 par Carl Jacobsen, fondateur de la Ny Carlsberg Glyptotek et fils du fondateur des brasseries Carlsberg. Sculptée par Edvard Eriksen, il utilise comme modèles la danseuse Ellen Price pour le visage et sa femme Eline Eriksen pour le corps. La statue est érigée le 23 août 1913.
Sa relative petite taille — elle ne fait que 1,25 m de haut pour un poids de 175 kg — et surtout sa proximité du rivage, ne manquent pas de surprendre les touristes.

## Vandalisme
La statue fut vandalisée plusieurs fois et à chaque fois restaurée. Par exemple :
- le 24 avril 1964, la tête fut sciée et dérobée par des artistes engagés du mouvement situationniste, parmi lesquels Jørgen Nash. Elle ne fut jamais retrouvée et une nouvelle tête fut fabriquée et placée sur la statue ;
- le 22 juillet 1984, son bras droit fut enlevé, et rendu deux jours plus tard par deux jeunes vandales ;
- en 1990, on échoua à lui enlever la tête encore une fois, tout en laissant une coupure de 18 cm dans le cou ;
- le 6 janvier 1998, elle fut décapitée pour la seconde fois ; les coupables ne furent jamais identifiés, mais la tête fut rendue anonymement, et remise en place le 4 février ;
- on barbouilla la statue plusieurs fois, notamment en 1961 où on lui teignit les cheveux en rouge et où on lui peignit un soutien-gorge ;
- le 11 septembre 2003, elle fut probablement dynamitée pour l'arracher à son socle[3] ;
- elle fut aussi drapée[Quand ?] d'une burqa, affublée[Quand ?] d'un godemichet ;
- dans la nuit du samedi 20 au dimanche 21 mai 2007, elle a été enveloppée de deux tissus rouge et bordeaux, une tenue d’inspiration musulmane, avec la tête recouverte d'un voile.

C'est pourquoi la statue présentée dans le port de Copenhague a toujours été une copie. Le premier moulage est conservé dans un lieu tenu secret.

## Tourisme
Du 1er mai au 31 octobre 2010, La Petite Sirène est placée dans le Harbour Pool au centre du pavillon danois de l'Exposition universelle de 2010 à Shanghai où 70 millions de personnes peuvent voir le symbole emblématique de la capitale danoise, tandis que dans le port de Copenhague les touristes peuvent voir son image sur grand écran en direct de Shanghai (installation de Ai Weiwei).
Un pastiche de la célèbre statue est placé à une centaine de mètres de l'originale, dans le Østbassin du Søndre Frihavn (da), derrière de quai Langelinie dans le port de Copenhague. Cette sculpture de bronze fait partie de l'ensemble Det genmodificerede Paradis (da) (Paradis génétiquement modifié), créé par un professeur de l'Académie royale des beaux-arts du Danemark, Bjørn Nørgaard, pour l'Expo 2000 à Hanovre. Une troisième œuvre, La Grande Sirène (da), placée en 2006 près de sa petite voisine, a été déplacée, en 2018, dans le fort (da) de Dragør, à une douzaine de kilomètres au sud de Copenhague sur l'île Amager.
En Nouvelle-Zélande, à Napier, face à l'océan Pacifique, la statue de Pania (1954) aussi connue sous le nom de Pania of the Reef (Pania du Récif) — une figure de la mythologie maorie — est souvent comparée à la statue de La Petite Sirène.

## Droits sur l'image
Sa photographie ne peut pas être accessible sur un site tel que Wikipédia pour des raisons légales, le Danemark n'autorisant pas la liberté de panorama pour les œuvres d'art. Elle est sous copyright jusqu'en 2030, soit 70 ans après 1959, année de la mort de son créateur.

## La Petite Sirènedans la littérature
Dans son roman L'Abominable Sirène, l'auteur Gérard de Villiers fait référence à cette statue dans le titre de son roman, dans la photographie de couverture et dans la description de l'un des personnages féminins de l'action, assimilé à La Petite Sirène.

#### Autres attractions proches
- Église Saint-Alban de Copenhague
- Palais d'Amalienborg

#### Autres sirènes
- Sirène de Varsovie
- Statue de Pania